# Tarō Akebono
Tarō Akebono (jap. 曙 太郎 Akebono Tarō; właściwie Chadwick Haheo Rowan, ur. 8 maja 1969 w Waimānalo na Hawajach, zm. w kwietniu 2024 w Tokio) – zapaśnik sumo (rikishi) amerykańskiego pochodzenia.
Akebono został pierwszym w historii zapaśnikiem sumo, pochodzącym spoza Japonii, który osiągnął najwyższą rangę wielkiego mistrza yokozuny (27 stycznia 1993 roku). Imię Akebono w języku japońskim oznacza „świt”.
Przez 13 lat swojej kariery Akebono zwyciężył 11 razy w turniejach honbasho, z ogólnym bilansem dodatnim 566–198. Rywalizacja Akebono z braćmi: Takanohaną i Wakanohaną, przyczyniła się do wzrostu popularności i oglądalności sumo w telewizji w latach 90. XX wieku (głównie w Stanach Zjednoczonych).
W 2003 roku z powodów finansowych zaczął walczyć w turniejach K-1, jednak nie odniósł tam żadnych sukcesów.
Akebono w okresie swojej kariery mierzył 203 cm, zaś jego waga wynosiła 225 kg.